# C'est pour vivre
C'est pour vivre è un album in lingua francese della cantante canadese Céline Dion, distribuito in Europa, Asia, Australia e Sud America nel 1997. Questa è la nona compilation di Céline e presenta quattordici canzoni registrate tra il 1983 e il 1987. Raggiunse la posizione numero trentadue in Belgio Vallonia e la numero quarantanove nel Regno Unito.

## Antefatti e contenuti
Dopo il successo di D'eux, album in lingua francese più venduto di tutti i tempi, varie etichette musicali decisero di pubblicare delle compilation con le prime registrazioni in studio di Céline Dion, degli anni '80. Dopo il 1995, anno di pubblicazione delle compilation Gold Vol. 1 e Gold Vol. 2, un'altra compilation con altre quattordici canzoni fu pubblicata nel 1997, disponibile in Europa, Asia, Australia e Sud America, sotto molti diversi titoli:
- C'est pour vivre
- D'amour française
- The French Love Album
- Mon ami
- Les premières années: The Very Best of the Early Years
- Les hits de Céline Dion volume 2

Questa compilation, oltre ad essere stata pubblicata con diversi titoli, è stata pubblicata con altrettante diverse copertine ed etichette musicali.

## Recensioni della critica e successo commerciale
Charlotte Dillon di AllMusic diede all'album quattro stelle su cinque, scrivendo:"anche se non riesci a capire le parole, puoi goderti il suono e sentire le emozioni durante questi brani degni di nota come Je ne veux pas, En amour, Ne me plaignez pas e Les chemins de ma maison". Il 3 febbraio 1997, C'est pour vivre è stato pubblicato nel Regno Unito dove raggiunse la posizione numero quarantanove della classifica inglese nel marzo 1997. Nel luglio 1997, debuttò anche nella classifica del Belgio, raggiungendo la numero trentadue nel mese successivo.

## Tracce
1. Mon ami m'a quittée – 3:00 (Eddy Marnay, Christian Loigerot, Thierry Geoffroy)
2. La dodo la do – 3:02 (Marnay, Christian Gaubert)
3. Hymne à l'amitié – 3:59 (Marnay, Dario Baldan Bembo, Nini Giacomelli, Sergio Bardotti)
4. Je ne veux pas – 4:02 (Marnay, Romano Musumarra)
5. C'est pour vivre – 4:02 (Marnay, André Popp)
6. En amour – 3:14 (Marnay, Loigerot, Geoffroy)
7. Ne me plaignez pas – 3:41 (Marnay, Steve Thompson)
8. Les chemins de ma maison – 4:14 (Marnay, Alain Bernard, Patrick Lemaitre)
9. Hello mister Sam – 4:12 (Marnay, Loigerot, Geoffroy)
10. Trois heures vingt – 3:37 (Marnay, Lemaitre)
11. Trop jeune à dix-sept ans – 4:50 (Marnay, Paul Greedus, Barry Blue)
12. Paul et Virginie – 3:50 (Marnay, Loigerot, Geoffroy)
13. La voix du bon Dieu – 3:14 (Marnay, Suzanne-Mia Dumont)
14. Benjamin – 4:36 (Marnay, Pierre Papadiamandis)

## Classifiche
| Classifica (1997) | Posizione massima |
| ----------------- | ----------------- |
| Belgio Vallonia   | 32                |
| Scozia            | 67                |
| Regno Unito       | 49                |